# Aegle gratiosa
Aegle gratiosa är en fjärilsart som beskrevs av Otto Staudinger 1891. Aegle gratiosa ingår i släktet Aegle och familjen nattflyn, Noctuidae. Inga underarter finns listade i Catalogue of Life.